# Dichonia bouveti
Dichonia bouveti là một loài bướm đêm trong họ Noctuidae.